# Hej, Dunáról fúj a szél
A Hej, Dunáról fúj a szél kezdetű magyar népdal szövegének mai változatát a különféle szövegvariánsok alapján Kodály Zoltán állította össze. Kodály az 1937-es kiadású Bicinia Hungarica Első füzetében közölte a népdal első két versszakát. A harmadik versszakot későbbi népdalgyűjtések alapján illesztették hozzá.
Feldolgozások:
| Szerző        | Mire                   | Mű                                           | Előadás |
| ------------- | ---------------------- | -------------------------------------------- | ------- |
| Kodály Zoltán | két szólam             | Bicinia Hungarica, I. füzet, 11. dal         |         |
| Bárdos Lajos  | két szólamú gyermekkar | Kicsinyek kórusa, II. füzet 3. dal           |         |
| Halmos László | ének, zongora          | Pianoforte II. 17. dal                       |         |
| Bartók Béla   | zongora                | Improvizációk magyar parasztdalokra 4. darab | [ 4 ]   |
| Petres Csaba  | két furulya            | Tarka madár, 55. kotta                       |         |
| Ludvig József | ének, gitárakkordok    | A csitári hegyek alatt, 16. oldal            |         |
| Bihary Béla   | ének, zongora          | A csitári hegyek alatt, 16. oldal            |         |
| Ludvig József | ének, gitárakkordok    | Kis kacsa fürdik…, 13. oldal                 |         |

## Szövegvariánsok
A népdalgyűjtők 1907-től 1978-ig összesen 68 szövegvariánst gyűjtöttek össze. A ma használt szöveg első versszakát Kodály saját, ill. Bartók Béla gyűjtéséből szerkesztette egybe.

Kodály Zoltán gyűjtése. (Bolhás, 1922)
Ha Dunáról fun a szél
Feküdj mellém, majd nem ér!
Dunáról fun a szél.
Ha Dunáról nem fujna,
Illen hideg sem volna,
Dunáról fun a szél.
Bartók Béla gyűjtése (Felsőireg, 1907)
Szőlőhegyön körösztül,
Megy a kislány öccsöstül.
Dunáról fuj a szél.
Ha Dunáról fuj a szél
Szegény embert mindig ér
Dunáról fuj a szél.
Második versszak: Kodály Zoltán gyűjtése (Csurgónagymarton, 1922)
Hej, Dunárom fun a szél.
Feküdj mellém, maj nem ér!
Dunárom fun a szél.
Nem fekszem én ken mellé,
Nem vagyok én a kendé.
Dunárom fun a szél.
Harmadik versszak: Vikár László gyűjtése (Karád, 1953)
Hej, Jancsika, Jancsika,
Mér nem nyütté nagyobbra!
Dunárú fun a szél.
Nyütté vóna nagyobbra,
Lettél volna katona.
Dunárú fun a szél.
A legtöbb változatban Kodálynak az 1922-es gyűjtése során lejegyzett szövegei ismétlődnek. Így feltehetőleg ez volt a népdal eredeti szövegezése is. Alapmotívumai a népi folklórban jól ismert "szegény ember" élete és a párkapcsolati probléma örök kérdése. Ez egészült ki később a refrénre íródott népi csúfolódóval. Mivel a szövegvariánsok nagy része Somogyból származik, így valószínűsíthető, hogy a népdal születésének helyszíne is Somogy vármegye. A változatok között jól megkülönböztethetőek az eredeti motívumból építkező, csiszolt, archaikus és feltehetőleg 19. századi változatok a többi szövegvariánstól, melyek jellemzően egyéni és igénytelen stílusban fogalmazódtak. Az egyes települések fűzfapoétái ugyanis - más népdalokhoz hasonlóan - számtalan obszcén szakaszt írtak a népszerű, eredeti változathoz. Ezek azonban nem terjedtek el, nem váltak közismertté. Ahány falu, annyiféle változat. Népzenei és irodalmi értékkel nem rendelkeznek. Ahogy azt Erdélyi János, az első jelentős népdalgyűjtő is megjegyezte: "... úgy tartoznak a népköltészethez, mint aranyhoz a salak." 

## Kotta és dallam
Dúr és moll változata is létezik, itt a mollt közöljük. A dúr-változat előjegyzése két kereszt, egyébként a kotta azonos.
| Hej, Dunáról fúj a szél, szegény embert mindig ér, Dunáról fúj a szél. Ha Dunáról nem fújna, ilyen hideg sem volna, Dunáról fúj a szél. | Hej, Dunáról fúj a szél, feküdj mellém, majd nem ér, Dunáról fúj a szél. Nem fekszem én kend mellé, úgy sem leszek a kendé, Dunáról fúj a szél. | Hej, Jancsika, Jancsika, mért nem nőttél nagyobbra, Dunáról fúj a szél. Nőttél volna nagyobbra, lettél volna katona, Dunáról fúj a szél. |

## Felvételek
- Hej Dunáról (gyerekdal, rajzfilm gyerekeknek). YouTube (2013. október 1.)  (Hozzáférés: 2016. január 23.)
- Hej, Dunáról fúj a szél. YouTube (2012. szeptember 13.)  (Hozzáférés: 2016. január 23.)
- Szilvia~NOX Hungary~Hej Dunáról fúj a szél. Rutube (2014. december 21.)  (Hozzáférés: 2016. január 23.) arch